# نيكول باول
نيكول باول (بالإنجليزية: Nicole Powell)‏ مواليد 22 يونيو 1982 في سييرا فيستا، هي لاعبة كرة سلة أمريكية سابقة بدأت مسيرتها الاحترافية في سنة 2004. انضمت باول إلى الطاقم التدريبي في جامعة قونزاقا.

## روابط خارجية
- نيكول باول على موقع الاتحاد الدولي لكرة السلة (الإنجليزية)
- نيكول باول على موقع الاتحاد الوطني لكرة السلة النسائية (الإنجليزية)
- نيكول باول على موقع كرة السلة الأوروبية.كوم (الإنجليزية)
- نيكول باول على موقع كلية كرة السلة في سبورتس رفرنس.كوم (الإنجليزية)
- نيكول باول على موقع بروبوليرز (الإنجليزية)
- نيكول باول على موقع سبورتس رفرنس (الإنجليزية)
- نيكول باول على موقع كلية كرة السلة في سبورتس رفرنس.كوم (الإنجليزية)